# 池透畅
池透暢（日语：／ Ike Yukinobo；1980年7月21日—）是日本高知县高知市轮椅橄榄球运动员，残疾等级3.0。目前池透畅是日兴资产管理/高知Freedom旗下球员。作为日本轮椅橄榄球代表队的一员，他先后参加里约、东京和巴黎残奥会，夺得1金2铜。

## 生平
池透畅毕业于高知市立南海中学校、高知县立高知南高等学校。19歲時，他与另外五名朋友乘车时遭遇交通事故，造成三人死亡。池透畅虽然生还，但烧伤面积达75%，左腿遭截肢，左臂无法自由活动。两年半间，他做了约四十次手术，期间多次从头皮与背部取皮移植。
池透畅曾在南海中学打篮球，就医时他接触到轮椅篮球。因左臂落下病根，故参加轮椅双篮篮球项目，先后入选区队和国家队候补名单。2012年，池透畅未能入选伦敦残奥会日本代表团。
在伦敦观看日本轮椅橄榄球队（最终排名第四）争夺奖牌的画面后，他对曾经支持他参加轮椅篮球的人们感到惋惜，遂决定转投轮椅橄榄球。他凭借在轮椅篮球比赛中磨练出的轮椅操控技术和用右臂精准的长传球，在比赛中脱颖而出，2013年入围国家队。
2014年，池透畅被任命为日本轮椅橄榄球队队长。次年，他带领球队历史上首次夺得亚大区锦标赛冠军。2016年里约残奥会，他率领全队夺取首铜。
2018年、他在全日轮椅橄榄球锦标赛夺冠。同年8月轮椅橄榄球世锦赛，日本队击败世界排名第一的澳大利亚队（当时日本世界排名第四），首获冠军。
2021年東京残奥会，他率全队获得铜牌。2024年巴黎残奥会，日本队无一落败，夺得首金。赛后，他被授予紫綬褒章。